# L'Arlequin mort
Pour les articles homonymes, voir Arlequin (homonymie).
Bal masqué
L'Arlequin mort (The Dead Harlequin), aussi intitulée Bal masqué, est une nouvelle policière et fantastique d'Agatha Christie mettant en scène Harley Quinn et M. Satterthwaite.
Initialement publiée en mars 1929 dans la revue The Grand Magazine au Royaume-Uni, cette nouvelle a été reprise en recueil en 1930 dans The Mysterious Mr Quin au Royaume-Uni et aux États-Unis. Elle a été publiée pour la première fois en France dans le recueil Mr Quinn en voyage en 1969.

## Personnages
- M. Satterthwaite : sexagénaire, amateur d'énigmes policières.
- Harley Quinn : homme mystérieux (rôle secondaire dans le récit).
- Frank Bristow : 27 ans, peintre.
- M. Monckton : colonel retraité ; vieil ami de Satterthwaite.
- Aspasia Glenn : cantatrice connue.
- Alix Charnley : veuve de lord Reginald (« Reggy ») Charnley.

## Résumé
- Mise en place de l'intrigue

Invité au vernissage des tableaux du peintre Frank Bristow, M. Satterthwaite remarque un tableau représentant l'intérieur du manoir des Charnley, où un suicide a eu lieu quatorze ans auparavant. Le tableau a pour titre L'Arlequin mort et l'Arlequin représenté ressemble à Harley Quinn. Troublé par ce tableau, M. Satterthwaite l'achète immédiatement.
- Soirée des quatre convives et deux demandes de rachat du tableau

M. Satterthwaite organise un dîner à son domicile avec le peintre Bristow, Harley Quinn et le colonel Monckton. Ce dernier, qui était au manoir des Charnley le soir où lord Reggy Charnley s'était suicidé, évoque les circonstances du décès du noble. Pourtant, bien qu'on ait retrouvé Charnley seul dans une pièce close avec le revolver à la main, venait de se marier et n'avait pas de motif de suicide. Puis Frank Bristow explique à son tour pourquoi il a choisi ce sujet et ce qui l’a motivé dans le fait de peindre ce tragique événement.
C'est alors qu'on sonne à la porte. C'est Mme Aspasia Glenn, une cantatrice connue. Elle demande à M. Satterthwaite de bien vouloir lui revendre le tableau qu'il a acheté. M. Satterthwaite ne sait pas comment refuser la requête, quand le téléphone sonne. Il s'agit d'Alix Charnley, la veuve de lord Reggy Charnley, qui elle-aussi sollicite la possibilité de racheter la toile. Satterthwaite l'invite à venir immédiatement à son domicile afin que les deux femmes, qui réclament le même tableau, fassent connaissance et exposent leurs motifs. Lady Charnley arrive peu après.
- Dénouement et révélations finales

Satterthwaite mène des débats entre les quatre hommes présents au début de la soirée et les deux femmes qui viennent d'arriver. On en arrive à la conclusion que Lord Charnley a été assassiné par son frère Hugo Charnley, aidé par Monica Ford, sa compagne et complice. Hugo Charnley voulait s'emparer du titre de noblesse de son frère. Et Monica Ford n'est autre que la cantatrice Aspasia Glenn, qui voulait récupérer le tableau de peur que quelqu'un ne se penche sur cette vieille affaire. Démaquée, Monica/Aspasia avoue le meurtre et indique que Hugo est mort l'année dernière, après qu'il l'eut quittée quelques années auparavant.

## Publications
Avant la publication dans un recueil, la nouvelle avait fait l'objet de publications dans des revues :
- en mars 1929, au Royaume-Uni, dans le no 288 de la revue The Grand Magazine[1] ;
- le 22 juin 1929, aux États-Unis, dans la revue Detective Fiction Weekly[2] ;
- en février 1953, au Royaume-Uni, dans le no 6 (vol. 1) de la revue MacKill's Mystery Magazine[2] ;
- en janvier 1955, aux États-Unis, sous le titre « The Man in the Empty Chair », dans le no 134 (no 1, vol. 25) de la revue Ellery Queen's Mystery Magazine[3] ;
- en juillet 1955, en France, dans le no 90 de la revue Mystère magazine[4].

La nouvelle a ensuite fait partie de plusieurs recueils :
- en 1930, au Royaume-Uni et aux États-Unis, dans The Mysterious Mr Quin[1] (avec 11 autres nouvelles) ;
- en 1969, en France, sous le titre « Bal masqué », dans Mr Quinn en voyage (avec 5 autres nouvelles) ;
- en 1991, en France, dans Le Mystérieux Mr Quinn (réédition fusionnant les deux recueils de 1969, Le Mystérieux Mr Quinn et Mr Quinn en voyage).

## Adaptation
- 2011 : pièce radiophonique diffusée dans l'émission Afternoon Readings de BBC Radio 4, avec Martin Jarvis[5].